# August II. Silný
Fridrich August I., známý jako August II. Silný (německy August der Starke, polsky August II. Mocny, 12. května 1670 Drážďany – 1. února 1733 Varšava) byl saský kurfiřt a polský král původem z albertinské linie dynastie Wettinů. Své přízvisko „Silný“ dostal s ohledem na svou tělesnou sílu. Jako důkaz si dokonce nechal zaprotokolovat, že 15. února 1711 přelomil holýma rukama koňskou podkovu.

## Život

### Původ, mládí
August II. Silný se narodil jako mladší ze dvou synů kurfiřta Jana Jiřího III. Saského (1647–1691) a jeho manželky, dánské princezny Anny Žofie (1647–1717), dcery dánského krále Frederika III. Na rozdíl od svého staršího bratra, jenž byl nepevného zdraví, byl August mimořádné tělesné konstituce – vzrůstem patřil k nejvyšším princům své doby a vynikal i nevšední silou. Jako panovníkův mladší syn viděl své uplatnění ve vojsku různých evropských států.

### Saský kurfiřt a polský král
Jeho starší bratr Jan Jiří IV. Saský zemřel bez legitimních potomků předčasně po třech letech vlády v roce 1694 a August po něm nastoupil na saský trůn jako August II. Postavil se do čela císařské armády v boji proti Turkům v Uhrách, neúspěch ho však přiměl se vojenské kariéry vzdát. O to více se snažil zapojit do evropské politiky, uzavřel s císařem Leopoldem I. spojenectví proti Francii a proti francouzskému kandidátovi také v roce 1697 dosáhl polské koruny.
Jako celá jeho rodina byl evangelického vyznání, byl však zvolen polským králem a podmínkou převzetí polského trůnu byla konverze ke katolictví. 1. června 1697 tedy August konvertoval a 26./27. června téhož roku byl ve Varšavě zvolen a poté 15. září v Krakově korunován za polského krále. Jeho manželka Kristina Eberhardina, pevná ve své protestantské víře, takový krok učinit nechtěla, proto nikdy nebyla korunována polskou královnou a do Polska nikdy nepřijela, dokonce ani na manželovu korunovaci. Uzavřel spojenectví s ruským carem Petrem Velikým a s Dánskem proti švédskému králi Karlu XII. a zapojil se do tzv. severní války.
Katastrofální porážka, kterou od švédského krále utrpěl, ho však na čas zbavila polského trůnu, který získal zpět pouze díky zásahu ruského vojska. Ani po ukončení severní války však nedokázal stabilizovat situaci v zemi a Polsko, postupně se propadající do anarchie, se stalo pouhou přítěží, nákladnou cenou za lesk královské koruny. Jako polský král August během své vlády zemi naprosto zruinoval.
V Sasku se August II. snažil, na rozdíl od Polska, vládnout absolutisticky, ale jeho přehnané finanční nároky na stavební činnost a pořádání dvorských slavností podle nedostižného francouzského vzoru zemi ekonomicky zcela vyčerpaly.
Dne 1. března 1700 zavedl v Sasku užívání gregoriánského kalendáře.

### Mecenáš
Ještě jako mladý princ navštívil August palác Ludvíka XIV. ve Versailles, což poznamenalo jeho život a ovlivnilo později jeho způsob vedení státu. Přeměnil Drážďany, hlavní město Saského kurfiřtství, v jedno z nejkrásnějších měst Evropy. Obklopil se souborem skvělých hudebníků, mezi něž patřili např. Sylvius Leopold Weiss, Johann David Heinichen, Johann Adolph Hasse, Jan Dismas Zelenka, Johann Georg Pisendel, či houslista Francesco Maria Veracini. K jeho velkým zásluhám náleží i založení výroby porcelánu v Míšni.

### Manželství, potomci
Dne 20. ledna 1693 se v Bayreuthu oženil s Kristinou Eberhardinou Braniborskou, jedinou dcerou ze šesti potomků Kristiána Ernesta, markraběte z Brandenburg-Bayreuth, a jeho druhé manželky Žofie Luisy Württemberské. Byl to čistě politický a velmi nešťastný svazek. O tři roky později, 17. října 1696, se v Drážďanech narodil jejich jediný potomek, syn Fridrich August. Péči o chlapce převzala matka Augusta II. Anna Žofie Dánská.
August II. byl ovšem nenasytný sukničkář a měl řadu příležitostných i dlouhodobých milenek a velké množství levobočků; některé zdroje (mezi nimi především Vilemína Pruská) uvádějí počet 365 až 382 jeho nelegitimních potomků, August však uznal jen malou část z nich.

### Smrt
Jeho smrt měla banální příčinu – na nohu mu spadla židle, rána na palci se však nehojila, v důsledku postižení malých cév došlo ke vzniku tzv. diabetické nohy, objevila se horečka a lékaři usoudili, že je nutná amputace. Ani ta však Augustovi život nezachránila; bezprostřední příčinou smrti (1. února 1733 v Královském zámku ve Varšavě) byly nejspíš následná gangréna a sepse. Pochován byl v katedrále na Wawelu v Krakově, jeho vnitřnosti byly uloženy v kapucínském kostele ve Varšavě, srdce pak v Katedrále Nejsvětější Trojice v Drážďanech.

## Zajímavost
Augustův levoboček ze vztahu se švédskou šlechtičnou Marií Aurorou von Königsmark, francouzský maršál Mořic Saský (1696–1750), byl pradědem francouzské spisovatelky George Sandové.

## Vývod z předků
|                  |                                          |  |                     |                                  |  |  |  |  |  |  |  | Kristián I. Saský |
|                  |                                          |  |                     |                                  |  |  |  |  |  |  |  |                   |
|                  | Jan Jiří I. Saský                        |  |                     |                                  |  |  |  |  |  |  |  |                   |
|                  |                                          |  |                     |                                  |  |  |  |  |  |  |  |                   |
|                  |                                          |  |                     | Žofie Braniborská                |  |  |  |  |  |  |  |                   |
|                  |                                          |  |                     |                                  |  |  |  |  |  |  |  |                   |
|                  | Jan Jiří II. Saský                       |  |                     |                                  |  |  |  |  |  |  |  |                   |
|                  |                                          |  |                     |                                  |  |  |  |  |  |  |  |                   |
|                  |                                          |  |                     | Albrecht Fridrich Pruský         |  |  |  |  |  |  |  |                   |
|                  |                                          |  |                     |                                  |  |  |  |  |  |  |  |                   |
|                  | Magdalena Sibylla Pruská                 |  |                     |                                  |  |  |  |  |  |  |  |                   |
|                  |                                          |  |                     |                                  |  |  |  |  |  |  |  |                   |
|                  |                                          |  |                     | Marie Eleonora Klevská           |  |  |  |  |  |  |  |                   |
|                  |                                          |  |                     |                                  |  |  |  |  |  |  |  |                   |
|                  | Jan Jiří III. Saský                      |  |                     |                                  |  |  |  |  |  |  |  |                   |
|                  |                                          |  |                     |                                  |  |  |  |  |  |  |  |                   |
|                  |                                          |  |                     | Jan Jiří Braniborsko-Bayreuthský |  |  |  |  |  |  |  |                   |
|                  |                                          |  |                     |                                  |  |  |  |  |  |  |  |                   |
|                  | Kristián Braniborsko-Bayreuthský         |  |                     |                                  |  |  |  |  |  |  |  |                   |
|                  |                                          |  |                     |                                  |  |  |  |  |  |  |  |                   |
|                  |                                          |  |                     | Alžběta Anhaltsko-Zerbstská      |  |  |  |  |  |  |  |                   |
|                  |                                          |  |                     |                                  |  |  |  |  |  |  |  |                   |
|                  | Magdaléna Sibyla Braniborsko-Bayreuthská |  |                     |                                  |  |  |  |  |  |  |  |                   |
|                  |                                          |  |                     |                                  |  |  |  |  |  |  |  |                   |
|                  |                                          |  |                     | Albrecht Fridrich Pruský         |  |  |  |  |  |  |  |                   |
|                  |                                          |  |                     |                                  |  |  |  |  |  |  |  |                   |
|                  | Marie Pruská                             |  |                     |                                  |  |  |  |  |  |  |  |                   |
|                  |                                          |  |                     |                                  |  |  |  |  |  |  |  |                   |
|                  |                                          |  |                     | Marie Eleonora Klevská           |  |  |  |  |  |  |  |                   |
|                  |                                          |  |                     |                                  |  |  |  |  |  |  |  |                   |
| August II. Silný |                                          |  |                     |                                  |  |  |  |  |  |  |  |                   |
|                  |                                          |  |                     |                                  |  |  |  |  |  |  |  |                   |
|                  |                                          |  | Frederik II. Dánský |                                  |  |  |  |  |  |  |  |                   |
|                  |                                          |  |                     |                                  |  |  |  |  |  |  |  |                   |
|                  | Kristián IV. Dánský                      |  |                     |                                  |  |  |  |  |  |  |  |                   |
|                  |                                          |  |                     |                                  |  |  |  |  |  |  |  |                   |
|                  |                                          |  |                     | Žofie Meklenburská               |  |  |  |  |  |  |  |                   |
|                  |                                          |  |                     |                                  |  |  |  |  |  |  |  |                   |
|                  | Frederik III. Dánský                     |  |                     |                                  |  |  |  |  |  |  |  |                   |
|                  |                                          |  |                     |                                  |  |  |  |  |  |  |  |                   |
|                  |                                          |  |                     | Jáchym Fridrich Braniborský      |  |  |  |  |  |  |  |                   |
|                  |                                          |  |                     |                                  |  |  |  |  |  |  |  |                   |
|                  | Anna Kateřina Braniborská                |  |                     |                                  |  |  |  |  |  |  |  |                   |
|                  |                                          |  |                     |                                  |  |  |  |  |  |  |  |                   |
|                  |                                          |  |                     | Kateřina Braniborsko-Kostřinská  |  |  |  |  |  |  |  |                   |
|                  |                                          |  |                     |                                  |  |  |  |  |  |  |  |                   |
|                  | Anna Žofie Dánská                        |  |                     |                                  |  |  |  |  |  |  |  |                   |
|                  |                                          |  |                     |                                  |  |  |  |  |  |  |  |                   |
|                  |                                          |  |                     | Vilém Brunšvicko-Lüneburský      |  |  |  |  |  |  |  |                   |
|                  |                                          |  |                     |                                  |  |  |  |  |  |  |  |                   |
|                  | Jiří Brunšvicko-Lüneburský               |  |                     |                                  |  |  |  |  |  |  |  |                   |
|                  |                                          |  |                     |                                  |  |  |  |  |  |  |  |                   |
|                  |                                          |  |                     | Dorotea Dánská                   |  |  |  |  |  |  |  |                   |
|                  |                                          |  |                     |                                  |  |  |  |  |  |  |  |                   |
|                  | Žofie Amálie Brunšvická                  |  |                     |                                  |  |  |  |  |  |  |  |                   |
|                  |                                          |  |                     |                                  |  |  |  |  |  |  |  |                   |
|                  |                                          |  |                     | Ludvík V. Hesensko-Darmstadtský  |  |  |  |  |  |  |  |                   |
|                  |                                          |  |                     |                                  |  |  |  |  |  |  |  |                   |
|                  | Anna Eleonora Hesensko-Darmstadtská      |  |                     |                                  |  |  |  |  |  |  |  |                   |
|                  |                                          |  |                     |                                  |  |  |  |  |  |  |  |                   |
|                  |                                          |  |                     | Magdalena Braniborská            |  |  |  |  |  |  |  |                   |
|                  |                                          |  |                     |                                  |  |  |  |  |  |  |  |                   |